# Пастеризација
Пастеризација је поступак конзервисања намирница температурама испод 100°C. Назван је по славном француском хемичару Лују Пастеру који је први применио ову методу на вину. Сврха поступка је убијање свих вегетативних облика микроорганизама - узрочника болести и кварења производа.
Процес је добио име по француском микробиологу Лују Пастеру, чија су истраживања 1860-их показала да би термичка обрада деактивирала нежељене микроорганизме у вину. Ензими кварења се такође инактивирају током пастеризације. Данас се пастеризација широко користи у млечној индустрији и другим индустријама за прераду хране како би се постигло очување хране и безбедност хране.
До 1999. године већина течних производа је термички обрађена у континуираном систему где се топлота може применити помоћу плочастог измењивача топлоте или директном или индиректном употребом топле воде и паре. Због благог загрејавања долази до мањих промена у нутритивном квалитету и сензорним карактеристикама третираних намирница. Паскализација или обрада под високим притиском (HPP) и пулсно електрично поље (PEF) су нетермички процеси који се такође користе за пастеризацију хране.

## Историја
Процес загревања вина у сврху конзервације познат је у Кини од 1117. године нове ере, а документован је у Јапану у дневнику Тамонин-ники, који је написао низ монаха између 1478. и 1618. године.
Много касније, 1768. године, истраживање које је спровео италијански свештеник и научник Лазаро Спаланзани показало је да се производ након термичке обраде може учинити „стерилним”. Спаланзани је кувао месни бујон један сат, затворио посуду одмах након кључања и приметио да се чорба није покварила и да нема микроорганизама. Године 1795, париски кувар и посластичар по имену Николас Апер почео је да експериментише са начинима очувања намирница, успевајући са супама, поврћем, соковима, млечним производима, желеима, џемом и сирупима. Храну је ставио у стаклене тегле, затворио их плутом и печатним воском и ставио у кључалу воду. Исте године, француска војска је понудила новчану награду од 12.000 франака за нову методу очувања хране. После неких 14 или 15 година експериментисања, Аперт је поднео свој проналазак и освојио награду у јануару 1810. године. Касније те године, Аперт је објавио L'Art de conserver les substances animales et végétales („Уметност очувања супстанци животињског и поврћа“). Ово је био први кувар те врсте о савременим методама очувања хране.
La Maison Appert (енгл. The House of Appert), у граду Маси, близу Париза, постала је прва фабрика за флаширање хране на свету, која је чувала разноврсну храну у затвореним флашама. Апертова метода је била да пуни дебеле стаклене боце са великим грлом производима свих описа, од говедине и живине до јаја, млека и припремљених јела. Оставио је ваздушни простор на врху боце, а чеп би се затим чврсто затворио у теглу помоћу менгела. Боца је затим умотана у платно да би се заштитила док је умочена у кипућу воду, а затим кувана онолико времена колико је Аперт сматрао прикладним за темељно кување садржаја. Аперт је патентирао свој метод, који се понекад назива апертизација у његову част.
Апертова метода је била толико једноставна и изводљива да је брзо постала широко распрострањена. Године 1810, британски проналазач и трговац Петер Дуранд, такође француског порекла, патентирао је сопствену методу, али овог пута у лименки, стварајући тако савремени процес конзервирања хране. Године 1812, Енглези Брајан Донкин и Џон Хол купили су оба патента и почели да производе конзерве. Само деценију касније, Апертов метод конзервирања је стигао у Америку. Производња лименки није била уобичајена све до почетка 20. века, делом зато што су чекић и длето били потребни за отварање лименки све до почетка 20. века, до проналаска отварача за конзерве Роберта Јејтса 1855. године.
Мање агресивну методу развио је француски хемичар Луј Пастер током летњег одмора 1864. у Арбоау. Да би исправио честу киселост локалних одлежаних вина, експериментално је открио да је довољно загрејати младо вино на само око 50—60 °C (122—140 °F) за кратко време да би се убили микроби, и да вино је могло накнадно да одлежи без жртвовања коначног квалитета. У част Пастера, овај процес је познат као „пастеризација“. Пастеризација је првобитно коришћена као начин да се спречи кисељење вина и пива, и прошло је много година пре него што млеко било пастеризовано. У Сједињеним Државама 1870-их, пре него што је млеко било регулисано, било је уобичајено да млеко садржи супстанце намењене да маскирају кварење.

## Типови пастеризације
Разликују се два типа пастеризације и то:
- пастеризацију у трајању од 30 минута на 60 °C и
- пастеризацију у трајању од неколико секунди на 80-90 °C

## Технолошки процес
Загревање производа се врши у амбалажи или протоком производа кроз пастеризаторе.
Температурама пастеризације се уништавају само вегетативне облике микроорганизама, а не и споре, а тиме постижемо и краткотрајну одрживост намирница, јер је већи број микроорганизама активан и изнад 100 °C. Зато се пастеризоване намирнице морају чувати на хладном месту, јер се под повољним условима споре активирају, брзо множе и кваре производ.
Пастеризацијом се конзервишу углавном течне намирнице, у првом реду млеко, павлака, воћни сокови, пиво, вино и др.